# Ріо-Мурта (вулкан)
46°10′12″ пд. ш. 72°42′29″ зх. д. / 46.17° пд. ш. 72.708° зх. д.
Ріо-Мурта (ісп. Río Murta) — вулкан у Чилі, який складається з комплексу лавових потоків розміщених уздовж долин Ріо-Мурта. Ці потоки демонструють стовпчасту окремість, лавові труби та лави-подушки і мають об'єм менше 1км3. Ці форми рельєфу разом із наявністю палагоніту вказують на те, що виверження відбувалися під льодовиками. 
На вулканічну активність у регіоні частково впливає Чилійський потрійний вузол, точка, де Чилійське піднесення переходить у Перуансько-Чилійський жолоб. Ця точка утворює розрив в Андському вулканічному поясі з вулканізмом Південної вулканічної зони на північ від розриву, утвореного швидкою субдукцією старішої та холоднішої плити Наска під Південноамериканську плиту та вулканізмом Австралічної вулканічної зони на південь від розриву, утвореного повільною субдукцією молодшої і теплішої Антарктичної плити.  У проміжку між цими двома процесами субдукції відкрилося вікно плити, яке дозволило підняти лужні базальтові магми. 
Породи Ріо-Мурта — базальти з низьким вмістом калію. Вони містять вкрапленики клінопіроксену, олівіну та плагіоклазу.  Хімічний склад не схожий на інші регіональні базальтові вулкани та показує вплив океанічної астеносфери.
Фундамент у регіоні утворений різноманітними утвореннями палеозою та мезозою та вулканічними породами Плутони Північного Патагонського батоліту були інтрудовані в цей фундамент і можуть походити від субдукції плити Наска — плити Фараллон.
Вік цих потоків суперечливий. Калій-аргонне датування дало вік 900 000—850 000 років, деякі потоки занадто молоді, щоб визначити дату, а відносно добре збережений зовнішній вигляд свідчить про голоценовий вік. За 40 км на північний захід від Ріо-Мурта лежить Серро-Гудзон, діючий дуговий вулкан. 